# Guvernul Ion Gh. Maurer (1)
Guvernul Ion Gh. Maurer (1) a fost un consiliu de miniștri care a guvernat România în perioada 21 martie 1961 - 17 martie 1965.

## Modificări în structura Guvernului
- 27 februarie 1962 - S-a înființat Ministerul Industriei Construcțiilor.
- 30 aprilie 1962 - Prin reorganizarea Ministerului Comerțului s-au creat Ministerul Comerțului Interior și Ministerul Comerțului Exterior.
- 31 mai 1962 - S-a desființat Ministerul Agriculturii și s-a înființat Consiliul Superior al Agriculturii.
- 9 iunie 1962 - Prin reorganizarea Ministerului Învățământului și Culturii s-au creat Ministerul Învățământului și Comitetul de Stat pentru Cultură și Artă.
- 31 octombrie 1963 - S-a reorganizat Ministerul Metalurgiei și Construcțiilor de Mașini, prin înființarea Ministerului Industriei Metalurgice și Ministerului Construcțiilor de Mașini.

## Componența
- Președintele Consiliului de Miniștri

Ion Gheorghe Maurer (21 martie 1961 - 17 martie 1965)

### Vicepreședinți ai Consiliului de Miniștri
- Prim-vicepreședinte al Consiliului de Miniștri

Gheorghe Apostol (21 martie 1961 - 17 martie 1965)
- Vicepreședinte al Consiliului de Miniștri

Emil Bodnăraș (21 martie 1961 - 17 martie 1965)
- Vicepreședinte al Consiliului de Miniștri

Petre Borilă (21 martie 1961 - 17 martie 1965)
- Vicepreședinte al Consiliului de Miniștri

Alexandru Drăghici (21 martie 1961 - 17 martie 1965)
- Vicepreședinte al Consiliului de Miniștri

Alexandru Moghioroș (21 martie 1961 - 17 martie 1965)
- Vicepreședinte al Consiliului de Miniștri

Alexandru Bârlădeanu (21 martie 1961 - 17 martie 1965)
- Vicepreședinte al Consiliului de Miniștri

Gheorghe Gaston Marin (29 septembrie 1962 - 17 martie 1965)
- Vicepreședinte al Consiliului de Miniștri

Gheorghe (Gogu) Rădulescu (31 octombrie 1963 - 17 martie 1965)
- Vicepreședinte al Consiliului de Miniștri

Constantin Tuzu (31 octombrie 1963 - 17 martie 1965)

### Miniștri
- Ministrul de interne

Alexandru Drăghici (21 martie 1961 - 17 martie 1965)
- Ministrul de externe

Corneliu Mănescu (21 martie 1961 - 17 martie 1965)
- Ministrul justiției

Ioan Constant Manoliu (21 martie 1961 - 17 martie 1965)
- Ministrul forțelor armate

Leontin Sălăjan (21 martie 1961 - 17 martie 1965)
- Ministrul finanțelor

Aurel Vijoli (21 martie 1961 - 17 martie 1965)
- Ministrul metalurgiei și construcțiilor de mașini (la 31 octombrie 1963, ministerul s-a reorganizat, prin înființarea Ministerului Industriei Metalurgice și Ministerului Construcțiilor de Mașini)

Constantin Tuzu (21 martie 1961 - 31 octombrie 1963)
- Ministrul industriei metalurgice

Ion Marinescu (31 octombrie 1963 - 17 martie 1965)
- Ministrul construcțiilor de mașini

Gheorghe Rădoi (31 octombrie 1963 - 17 martie 1965)
- Ministrul minelor și energiei electrice

Bujor Almășan (21 martie 1961 - 17 martie 1965)
- Ministrul industriei petrolului și chimiei

Mihail Florescu (21 martie 1961 - 17 martie 1965)
- Ministrul industriei construcțiilor

Dumitru Mosora (27 februarie 1962 - 17 martie 1965)
- Ministrul industriei ușoare

Alexandru Sencovici (21 martie 1961 - 17 martie 1965)
- Ministrul agriculturii

Ion Cosma (21 martie 1961 - 30 aprilie 1962)
Dumitru Diaconescu (30 aprilie - 31 mai 1962)
- Președintele Consiliului Superior al Agriculturii (cu rang de ministru)

Mihai Dalea (31 mai 1962 - 17 martie 1965)
- Ministrul industriei alimentare

János Fazekas (21 martie 1961 - 17 martie 1965)
- Ministrul economiei forestiere

Mihai Suder (21 martie 1961 - 17 martie 1965)
- Ministrul comerțului (la 30 aprilie 1962 ministerul s-a împărțit în Ministerul Comerțului Exterior și Ministerul Comerțului Interior)

Gheorghe (Gogu) Rădulescu (21 martie 1961 - 30 aprilie 1962 - 17 martie 1965)
- Ministrul comerțului exterior

Gheorghe (Gogu) Rădulescu (30 aprilie 1962 - 31 octombrie 1963)
Victor Ionescu (31 octombrie 1963 - 22 decembrie 1964)
Mihail Petri (22 decembrie 1964 - 17 martie 1965)
- Ministrul comerțului interior

Mihail Levente (30 aprilie 1962 - 17 martie 1965)
- Ministrul transporturilor și telecomunicațiilor

Dumitru Simulescu (21 martie 1961 - 17 martie 1965)
- Ministrul sănătății și prevederilor sociale

Voinea Marinescu (21 martie 1961 - 17 martie 1965)
- Ministrul învățământului și culturii (din 9 iunie 1962 doar ministru al învățământului)

Ilie G. Murgulescu (21 martie 1961 - 16 aprilie 1963)
Ștefan Bălan (16 aprilie 1963 - 17 martie 1965)

### Miniștri secretari de stat
- Președintele Comitetului de Stat pentru Cultură și Artă (cu rang de ministru)

Constanța Crăciun (9 iunie 1962 - 17 martie 1965)
- Președintele Comitetului de Stat al Planificării (cu rang de ministru)

Gheorghe Gaston Marin (21 martie 1961 - 17 martie 1965)
- Președintele Comitetului pentru Problemele Administrației Locale (cu rang de ministru)

Mihai Gere (10 decembrie 1961 - 17 martie 1965)

## Sursa
- Stelian Neagoe - "Istoria guvernelor României de la începuturi - 1859 până în zilele noastre - 1995" (Ed. Machiavelli, București, 1995)
- Rompres Arhivat în 11 februarie 2007, la Wayback Machine.

| Precedat(ă) de: Guvernul Chivu Stoica (2) | Guvernul Ion Gh. Maurer (1) 21 martie 1961 - 17 martie 1965 | Succedat(ă) de: Guvernul Ion Gh. Maurer (2) |